# トカラヤギ

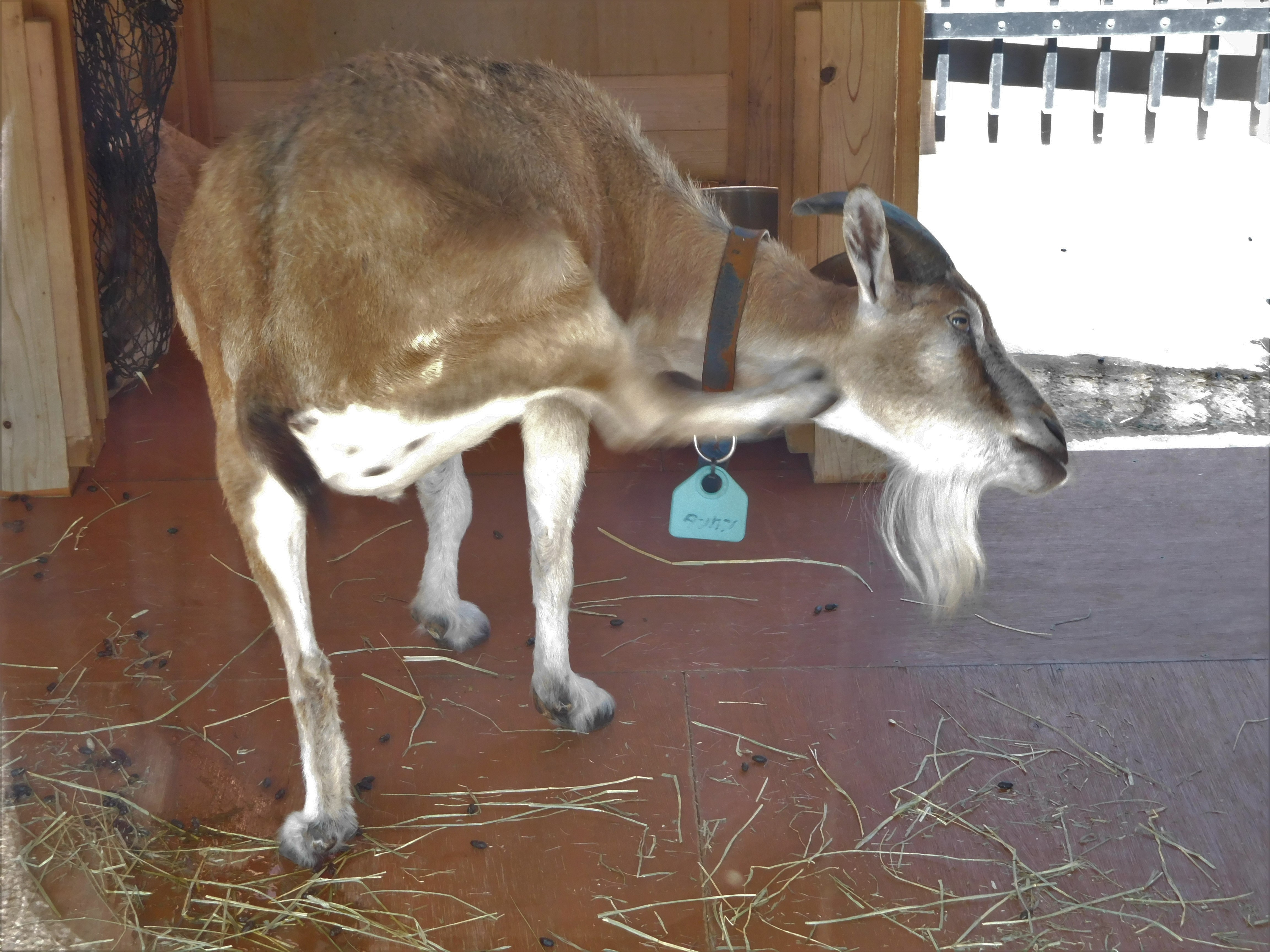
トカラヤギ（上野動物園）

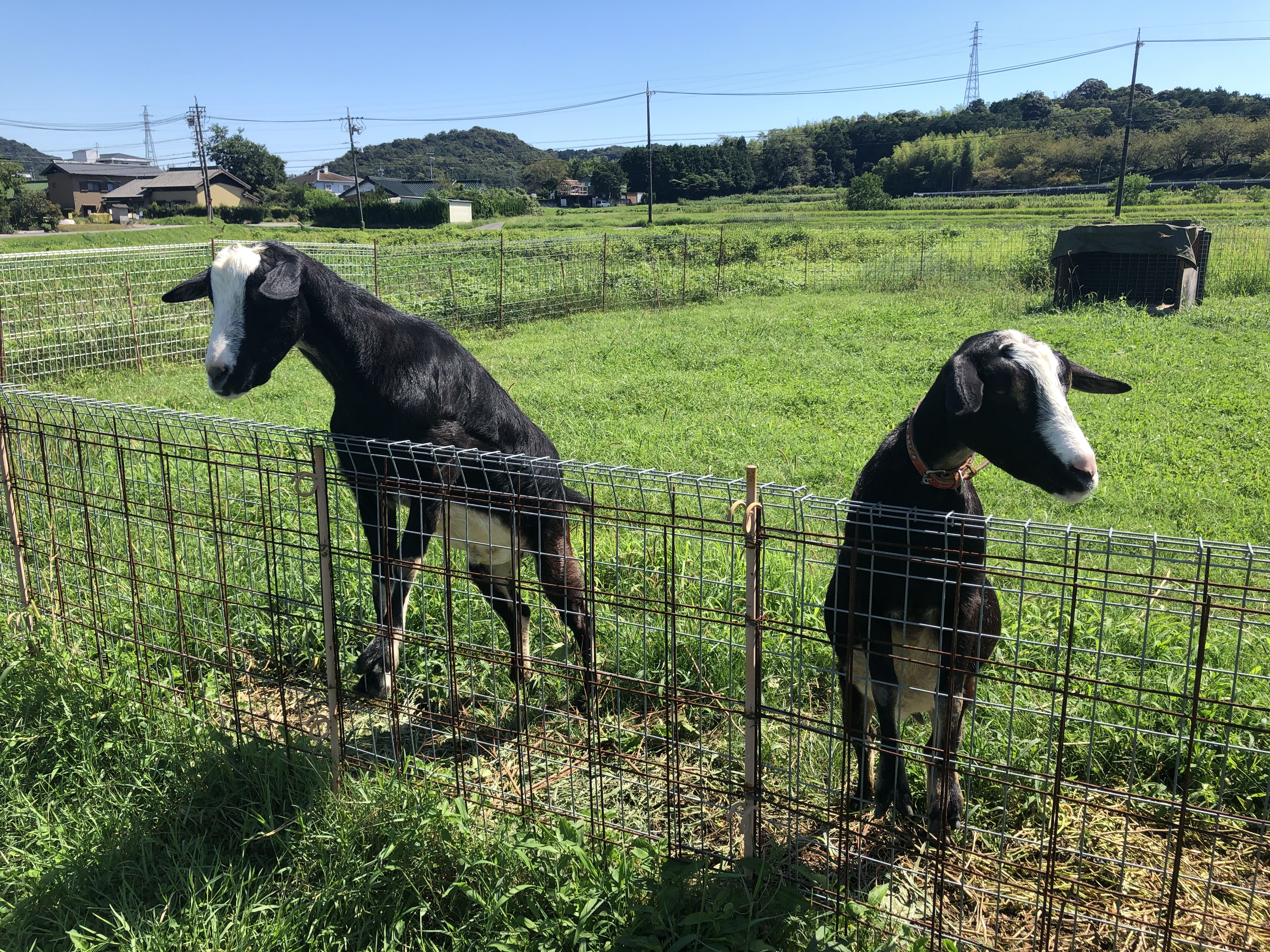
トカラヤギ（愛知県岡崎市）

トカラヤギ（吐噶喇山羊）は、トカラ列島、奄美群島などで飼育される家畜ヤギの品種。非常に小形の肉用種で、台湾島東海岸やフィリピン諸島の在来種のヤギと同系である。哺乳綱偶蹄目ウシ科。

## 概要
体重は20ないし35キログラム程度で体毛は淡褐色か白色で褐色斑をもち、雌雄ともに有角で肉垂れがない。寄生虫に強く腰麻痺にかからない、早熟で周年繁殖するなどの特徴を持つ。トカラ列島の中之島では野生化している。

## 参考資料
- トカラヤギ